# Фредерік Міллар
Барон Фре́дерік Мілла́р (англ. Frederick Millar; 6 червня 1900 — 16 жовтня 1989) — британський дипломат, перший постійний представник Великої Британії при НАТО (1952—1953), постійний заступник міністра закордонних справ Великої Британії, посол Великої Британії у Німеччині; кавалер ордена Святого Михайла і Святого Георгія.

## Біографічні відомості
Фредерік Міллар здобув освіту в Нью-коледжі при Оксфордському університеті. Згодом після закінчення навчання вступив до дипломатичної служби Сполученого Королівства. Обіймав різні посади в Берліні, Парижі, Каїрі.
Був одружений з дочкою нідерландського міністра закордонних справ Анною Джудіт Елізабет ван Швіндерен. У них було четверо дітей.